# Kristy Wu
Kristy Wu (* 11. Oktober 1982 in Los Angeles) ist eine ehemalige US-amerikanische Schauspielerin und Synchronsprecherin chinesischer Herkunft.

## Leben
1999 begann Wu ihre Schauspielkarriere. Größere Bekanntheit erlangte sie durch die Rolle des Chao-Ahn aus der Fernsehserie Buffy – Im Bann der Dämonen. Sie hatte zahlreiche Filmauftritte, so ist sie unter anderem als Sook aus dem Film End of Watch zu sehen.
Neben ihrer Schauspielkarriere war sie auch als Synchronsprecherin tätig. Sie lieh der Zeichentrickfigur P’li aus der Fantasy-Zeichentrickserie Die Legende von Korra ihre Stimme.

## Filmografie (Auswahl)
- 2003: Buffy – Im Bann der Dämonen (Buffy the Vampire Slayer, Fernsehserie, 6 Folgen)
- 2005: Cry_Wolf
- 2006: Halloweentown 4 – Das Hexencollege (Return to Halloweentown, Fernsehfilm)
- 2007: Von Löwen und Lämmern (Lions for Lambs)
- 2012: End of Watch
- 2012: The Mentalist (Fernsehserie, eine Folge)

## Synchronisation (Auswahl)
- 2014: Die Legende von Korra
- 2015–2016: Transformers: Robots in Disguise